# Kalaharis skrivmaskinsskola för män
Kalaharis skrivmaskinsskola för män är den fjärde boken av Alexander McCall Smith om Damernas detektivbyrå. Utkom i svensk översättning 2006.